# Martin Birrane
Martin Birrane (Ballina, 19 agosto 1935 – 9 giugno 2018) è stato un imprenditore irlandese, proprietario della casa automobilistica Lola e della pista di Mondello Park.
Birrane ha costruito la sua fortuna nello sviluppo immobiliare. Il Sunday Times Rich List ha valutato la sua ricchezza in 152 milioni di euro.
Appassionato di motori, ha gareggiato alla 24 Ore di Le Mans per 8 volte.